# Bhakkar
Bhakkar (en ourdou : بھکر) est une ville pakistanaise, et capitale du district de Bhakkar, dans la province du Pendjab.
La population de la ville a été multipliée par près de trois entre 1972 et 2017, passant de 34 638 habitants à 113 018. Entre 1998 et 2017, la croissance annuelle moyenne s'affiche à 2,6 %, un peu supérieure à la moyenne nationale de 2,4 %. En 2023, la population de la ville monte à 131 658 habitants.
|            | 1972 (rec.) | 1981 (rec.) | 1998 (rec.) | 2017 (rec.) | 2023 (rec.) |
| ---------- | ----------- | ----------- | ----------- | ----------- | ----------- |
| Population | 34 638      | 41 934      | 68 896      | 113 018     | 131 658     |